# شارون إل. كينيدي
شارون إل. كينيدي (بالإنجليزية: Sharon L. Kennedy)‏ هي قاضية ومحامية أمريكية، ولدت في 15 مارس 1962 في مقاطعة هاملتون في الولايات المتحدة.